# Grupo de Ama
El Grupo Ama (también Grupo Ama... y Grupo AMA) es el nombre dado a un grupo de antiguos pintores griegos de vasos activos en Atenas hacia finales del siglo VI a. C.
Estuvo activo más o menos al mismo tiempo que el llamado grupo pionero del estilo de figuras rojas, posiblemente un poco antes que este último. Los representantes del grupo se encuentran entre los primeros pintores de kílices de figuras rojas. Al igual que otros pintores de kílices de esta época, los pintores del grupo no probaron las posibilidades de la nueva técnica con la misma profundidad que los representantes del grupo pionero lo hicieron en vasos más grandes, debido a la superficie de trabajo comparativamente más pequeña, tanto el interior como las dos caras exteriores de los kílices. No obstante, los pintores de kílices también contribuyeron al éxito del nuevo estilo. 
John Beazley identificó el estilo del grupo dentro del inventario de decenas de miles de piezas de vasos y fragmentos de figuras rojas áticas conocidas y recopiló sus obras fundamentales. La obra que se conserva del grupo es muy pequeña y solo incluye un fragmento conocido de un kílix en la obra de Beazley, así como otro fragmento de un kílix situado en su periferia. El grupo recibió su nombre a partir de una inscripción en el vaso epónimo, que, al igual que el segundo fragmento bilingüe del Grupo de copas de ojos anormales, pertenece a los fondos del Museo Arqueológico Nacional de Florencia. El epígrafe fragmentado consta de las letras griegas resultantes del griego ama , así como del griego antiguo Ε, que Beazley añadió vacilantemente a la posible firma en griego antiguo Αμα[σις] ε[ποιεσεν]: Amasis epoiesen, Amasis lo hizo. Esto convertiría a Amasis, un alfarero dedicado principalmente a la pintura de vasos de figuras negras, que estaba activo en la época en que se fabricó este kílix, en el probable alfarero de este vaso. Sin embargo, Beazley rechazó la idea por esta misma razón, por lo que a partir de entonces el alfarero figura con el nombre de Ama…. Sin embargo, la conexión entre Ama..., Grupo de Ama y Amasis es un problema que se ha tratado una y otra vez en la investigación. Se conserva muy poco del dibujo en sí. El segundo kílix fragmentado con interior de figuras negras y exterior de figuras rojas, que Beazley colocó muy cerca del grupo, le recordó la obra del Pintor de Goluchow y los dibujos de una hidria de figuras rojas en la Antikensammlung Berlin. Los dibujos de figuras negras y rojas del segundo kílix ya fueron asignados al mismo dibujante bilingüe por Beazley y también posteriormente por Beth Cohen y Joan R. Mertens. 
En relación con los dos fragmentos del Grupo de Ama hay otros dos fragmentos posiblemente relacionados que pertenecían a Herbert A. Cahn. El fragmento más pequeño pero más significativo lleva la inscripción fragmentada en griego antiguo ]ΜΑΣΙΣ (]masis), que sin duda puede añadirse a Amasis; el fragmento más grande lleva la inscripción kalós en griego antiguo ]ΣΕΠΟΙΕ[ΣΕΝ] (]sepoie[sen] - lo ha hecho) junto a un nombre favorito. Sin embargo, ambas piezas decoradas con figuras rojas han sido asignadas a Escita como pintor del vaso. Mertens sugiere que el segundo cuenco florentino podría haber sido decorado también por Escita, lo que atribuiría el Grupo de Ama a la obra de Escita. En la primera edición de su obra Attic Red-Figure Vase-Painters, Beazley sigue afirmando que los dibujos de figuras rojas no tienen ninguna similitud con las obras de figuras negras del Pintor de Amasis. En la segunda edición no lo repitió. Pero las obras de figuras negras del grupo d Ama y del Pintor de Amasis difieren demasiado para ser de una sola mano. Es posible que el alfarero Amasis empleara a diferentes pintores de vasos para los kílices, por un lado, y otros recipientes, por otro lado.

## Obras
- Fragmento de kílix; Museo Arqueológico Nacional de Florencia, número de inventario 1B6 (= 1B7); motivo interior: Sátiro.[3]
- Copa de ojos anormal (fragmentada); Museo Arqueológico Nacional de Florencia, número de inventario AB1(= 1B5); motivo A-B: máscara de Dioniso entre los ojos, motivo interior: Sátiro.[4]